# 智水駅
智水駅（チスえき）は朝鮮民主主義人民共和国平安南道新陽郡に位置する朝鮮民主主義人民共和国鉄道省平羅線の駅である。

## 歴史
- 1936年11月1日：開業[1]。

## 隣の駅
朝鮮民主主義人民共和国鉄道省
平羅線
仁平駅 - 智水駅 - 陽徳駅